# 비공식 부문
비공식 부문(非公式部門), 비공식 경제 또는 회색 경제는 공식 경제 부문과 달리 과세되지 않고, 어떠한 정부 기관의 간섭을 받지 않으며 국민총생산(GNP) 통계에도 나타나지 않는 경제 부문이다.
비공식 경제는 어떤 형태의 정부에서도 세금을 부과하지 않고 모니터링하지 않는 경제의 일부이다. 비공식 부문은 개발도상국 경제의 상당 부분을 차지하지만 때로는 까다롭고 관리하기 어렵다는 낙인이 찍히기도 한다. 그러나 비공식 부문은 가난한 사람들에게 중요한 경제적 기회를 제공하며 1960년대 이후 급속히 확대되었다. 비공식 경제를 공식 부문에 통합하는 것은 중요한 정책 과제이다.
많은 경우, 공식 경제와 달리 비공식 경제 활동은 국가의 국민총생산(GNP)이나 국내총생산(GDP)에 포함되지 않는다. 그러나 이탈리아는 1987년부터 GDP 계산에 비공식 활동에 대한 추정치를 포함시켰고 이로 인해 GDP가 약 18% 증가했으며 2014년에 많은 유럽 국가들이 공식 GDP 통계에 매춘과 마약 판매를 포함하도록 GDP 계산을 공식적으로 변경했다. 국제 회계 기준에 맞춰 3~7% 증가를 촉진한다. 비공식 부문은 노동계의 회색시장으로 묘사될 수 있다. 비공식 부문으로 특징지을 수 있는 다른 개념에는 암시장(그림자 경제, 지하경제), 아고리즘, 시스템 D가 포함될 수 있다. 관련 관용어에는 "under the table", "off the books" 및 "working for cash"가 있다.

## 같이 보기
- 아고라주의
- 상호
- 벼룩시장
- 긱 노동자
- 행위능력
- 프레카리아트
- 계 (조직)
- 가상 경제